# Sri Lanka en los Juegos Olímpicos de Barcelona 1992
Sri Lanka estuvo representada en los Juegos Olímpicos de Barcelona 1992 por un total de 11 deportistas, 5 hombres y 6 mujeres, que compitieron en 5 deportes.
El equipo olímpico esrilanqués no obtuvo ninguna medalla en estos Juegos.